# Храм Воскресения Словущего на Успенском Вражке
Храм Воскресения Словущего на Успенском Вражке — православный храм в историческом центре Москвы. Относится к Центральному благочинию Московской епархии Русской православной церкви. Настоятель храма — протоиерей Николай Балашов.

## История
Первое упоминание о храме в этом месте датируется 1548 годом. Первоначальный деревянный храм в честь Обновления храма Воскресения Христова (в просторечии именовавшийся церковью Воскресения Словущего «что на Успенском вражке») показан на Петровом плане Москвы, вычерченном в 1596—1598 годах.
В 1629 году, во время большого московского пожара, Успенский вражек со всеми домами и храмами выгорел дотла. Однако жители на пепелищах тут же начали возводить новые, уже каменные церкви.
В исторической литературе в качестве даты сооружения каменного храма Воскресения Словущего порой ошибочно указывался 1629 год. Это произошло вследствие неправильного прочтения летописной заметки о построении храма: «Построена каменна по сгорении 1629 апреля в 10 день деревянной». Эта дата на самом деле указывает дату пожара. Строительство храма должно было начаться скорее всего сразу же после пожара — возможно, летом 1629 года. Документы показывают, что строительство каменного храма было завершено к 1634 году, так как именно под этим годом сохранилась архивная запись, сообщающая о прошении к патриарху Иоасафу I священника храма отца Матфея благословить освящение двух престолов: «142 года (то есть 7142/1634) июля 4 запечатана Благословенная грамота по челобитью с вражка Успенского попа Матвея на два престола». Впоследствии Воскресенская церковь на вражке серьёзно пострадала от пожаров еще не менее трёх раз: в 1737, 1773 и 1812 годах.
В XVII веке некоторые храмы были не только приходскими, но и как бы монастырскими: когда в документах встречается добавление к названию храма «на монастыре» — это следует понимать в том смысле, что около приходского храма строились две-три кельи, и в них селились несколько человек, чаще всего престарелых, иногда даже не обязательно монашествующих. Подобную приписку «на монастыре» употребляет Переписная книга Москвы за 1638 год в отношении храма: «на Воскресении же на монастыри… келья, живут старицы нищие».
С 1620 года в 150 метрах (70 сажен) к западу от церкви находился деревянный храм пророка Елисея, построенный в память состоявшейся в день памяти этого святого (14/27 июня) встречи царём Михаилом Феодоровичем своего отца патриарха Филарета, возвращавшегося из польского плена. В 1636 году Елисеевский храм был заменён каменным, но в 1810 году он был «за малоприходством» приписан к Воскресенскому храму, а вследствие Московского пожара 1812 года — разобран в 1813 году по распоряжению управляющего Московской епархией епископа Дмитровского Августина). При упразднении Елисеевского храма его престол перенесли в соседний храм Воскресения Словущего, южный Покровский придел которого, освященный в 1705 году, переосвятили в Елисеевский. Другой престол Елисеевского храма в честь мученика Иустина Философа (в день его памяти 1/14 июня 1619 года будущий патриарх Филарет был освобожден из польского плена) также был перенесен в Воскресенскую церковь, однако был упразднен не позднее 1870-х годов; в настоящее время существует освященный не позднее середины XVIII века престол в честь святителя Николая Чудотворца.
Первоначальная трапезная-притвор, как и обычная для таких храмов шатровая колокольня, не сохранились. Они были разобраны после пожара 1812 года, а на их месте в 1818—1820 годах построены новая трапезная и колокольня в классическом стиле. В 1898 году круглый верхний ярус колокольни был заменен прямоугольным в плане ярусом, сочетающем элементы барокко с чертами московского ампира по проекту архитектора Александра Мейснера.

### В XX и XXI веках
В 1930-х годах, во время «безбожной пятилетки» храм не закрывали (благодаря просьбам известных артистов, живших рядом с ним на улице Неждановой), но колокола были сняты. В годы гонений в храм были перенесены многие святыни из окрестных закрытых и разрушенных церквей. Храм считался наиболее центральным из действовавших в Москве в советское время.
В 1963—1964 годах, 1979 году и 1982—1986 годах в храме проводились реставрационные работы. В 2018—2019 годах осуществлена комплексная научная реставрация стенописи алтаря и четверика, в ходе которой раскрыта из-под многослойных записей и приведена к экспозиционному виду наиболее ранняя сохранившаяся авторская живопись 1820—1854 годов. В 2019 году завершен первый этап реставрации фасадов храма, включающий в себя ремонт белокаменного основания колокольни, её стен, лепного декора, металлических элементов и купола с крестом. К началу 2021 года был полностью отреставрирован главный фасад храма, выходящий в Брюсов переулок. Весной 2021 года реставрационные работы на фасадах храма, включающие восстановление монументальной живописи XIX века, были завершены. В ноябре 2022 года, по данным московской мэрии, комплексная реставрация была закончена.
13 декабря 2022 года приход был признан победителем конкурса «Московская реставрация — 2022» за лучшую организацию ремонтно-реставрационных работ.

## Происхождение названия
В XVI веке на месте современного Брюсова переулка, между улицами Никитской и Тверской, проходил глубокий длинный овраг, рядом с которым издавна существовал деревянный храм в честь Успения Пресвятой Богородицы. От названия храма это место Москвы (урочище) получило наименование «Успенского вражка» (оврага). Это урочище было древнейшим в так называемом «Белом городе» Москвы.
Церковь была освящена в честь праздника Обновления (освящения) храма Воскресения Христова в Иерусалиме, который отмечается 13 (26) сентября, накануне праздника Воздвижения Креста. Название Воскресения Словущего («так называемого») связано с тем, что праздник Обновления Иерусалимского храма слывет, называется Воскресением, в отличие от собственно праздника Светлого Христова Воскресения (Пасхи).

## Архитектура
Здание храма (бесстолпный одноглавый четверик) — типично для «уличанской» церкви и представляет собой характерный образец небольшого посадского храма XVII века. Стены его завершаются декоративными полукруглыми закомарами с нишками; скромные наличники окон, угловые пилястры с полуколонками, строгий по профилю карниз, колончатый пояс на глухом, без окон, барабанчике главы — все архитектурные детали его убранства. Только общие пропорции и рисунок оконных обрамлений говорит, что строил храм незаурядный и опытный зодчий.
От первоначальной композиции здания сохранились лишь небольшой двусветный четверик храма и трёхчастная апсида, а широкая двухпридельная трапезная в стиле классицизма и колокольня, примыкающие с запада, возведены в 1816—1820 годах. Четверик храма сохранил завершение стен широким антаблементом с поясом крупных кокошников и цилиндрический барабан центральной главы, украшенный аркатурой. Трапезная с овальными в плане приделами обработана на боковых фасадах рустованными на углах ризалитами с пилястровыми портиками, завершёнными фронтонами.
Белокаменная надгробная плита 1715 года расположена на южной внешней стене четверика храма.
Интерьер главного храма (высота от пола до верхней точки свода около 15 м) освещён двумя ярусами окон. Свод украшен лепным и живописным орнаментом в стиле 1870—1880 годов. Главный иконостас создан в 1816—1817 годах Семёном Никитиным по проекту архитектора Степана Мельникова на смену пострадавшему от пожара 1812 года прежнему иконостасу, устроенному синодальным живописцем Александром Дураковым и пономарем Крутицкого Успенского собора Николаем Гавриловым в 1750 году. Отреставрирован в 2022 году. Существующие ныне белые с позолотой резные иконостасы приделов относятся, насколько можно судить по их стилю, к самому концу XIX века.

## Приделы
- Воскресения Словущего (главный)
- Пророка Елисея (южный)
- Николая Чудотворца (северный)

## Святыни
Икона Божией Матери «Взыскание погибших» (написана в 1802 году) являлась семейной святыней одной московской семьи; перенесена не ранее 1937 года из снесённого властями в 1936 году храма Рождества Христова в Палашах). В Палашёвский храм, по легенде, её пожертвовал прихожанин, который, будучи вдовцом, один воспитывал дочерей и постоянно молился об их благополучии, когда его молитвы были услышаны и судьба детей была устроена, он передал икону в храм.
Образ «Взыскание погибших» помещён ныне в киоте перед иконостасом главного придела на возвышении, покрыт искусно выполненной ризой. Пресвятая Дева изображена с непокровенной главой. На полях иконы изображены небесные покровители прежних владельцев образа: мученик Мамант, апостол Филипп, святая праведная Анна, святитель Николай, преподобная Параскева, великомученица Екатерина. Празднование иконе установлено 5 (18) февраля. В прежнее время в этот день литургию в Палашёвском храме совершали митрополиты Московские и викарные преосвященные. В годы настоятельства в этом храме протоиерея Николая Величкина (умер в 1935 году) перед чтимым образом неоднократно служил патриарх Тихон, пел хор под управлением регента и композитора Павла Чеснокова. Ныне в храме Воскресения на Успенском вражке богослужения архиерейским чином совершаются регулярно, 5 (18) февраля совершались и патриаршие служения.
В 1981 году от свечи, оставленной около чудотворного образа «Взыскание погибших», в храме возник пожар. Пострадал киот образа, однако сама икона после реставрации образа и киота была помещена на левом клиросе главного храма (1982).
К редким московским святыням относится образ святителя Спиридона Тримифунтского, чудотворца, с частью его святых мощей, а также частицами мощей иных угодников Божиих (с правой стороны от амвона в главном приделе, рядом с образом Спаса Нерукотворного).
Древнейшая икона храма — образ Николы Можайского (конец XVI века), расположенный в левом приделе святителя Николая Чудотворца, в киоте слева от амвона; он содержит также частицу святых мощей Николая Чудотворца.
Образ святого пророка Божия Елисея и образ святого Илии-пророка с житийными клеймами — древние иконы XVII—XVIII веков (в правом Елисеевском приделе) и образ святого мученика Иустина Философа (XVII века, обновлена в XIX веке — в иконостасе левого Никольского придела.

## Приход
Храм расположен в квартале, где всегда проживала творческая интеллигенция столицы: рядом находятся Дом композиторов и Дом художников, в нескольких минутах ходьбы — Консерватория. Поэтому, прихожанами Храма были люди искусства и науки, писатели и общественные деятели, актёры и режиссёры. В советское время в храме можно было за богослужениями видеть певца Ивана Козловского, актёров Иннокентия Смоктуновского и Владимира Заманского, певцов отечественной оперы братьев Пироговых, театрального режиссёра и актёра Константина Станиславского, артиста оперы Сергея Мигая, оперную певицу Антонину Нежданову, солистку Большого театра Марию Максакову и многих других деятелей культуры и искусства, во многом благодаря которым в тяжёлое для Церкви советское время храм не был закрыт. В храме неоднократно проводились отпевания известных артистов, композиторов и художников.
При храме действуют детская и взрослая воскресные школы, киноклуб, добровольческая служба помощи, вещевой склад, проводятся занятия по православному вероучению и богослужению, истории Церкви; встречи молодежи, концерты, лекции и выставки.

## Духовенство
- иерей Василий Скворцов (1839—1903, настоятель 1890—1903);
- иерей Николай Страхов (1845—1907, настоятель 1903—1907);
- протоиерей Николай Поспелов (1877—1942, настоятель 1907—1938), в 1922 году осужденный Московским ревтрибуналом по делу об изъятии церковных ценностей, но освобожденный досрочно в 1923 году[25][26];
- С 1934 по 1936 год почётным настоятелем храма являлся епископ Подольский, затем Егорьевский и позднее Волоколамский Иоанн (Соколов), будущий митрополит Киевский и Галицкий.
- протоиерей Николай Бажанов (1890—1959, настоятель 1938—1953)[27];
- протоиерей Владимир Елховский (1896—1977, настоятель 1953—1974), в прошлом офицер, участник Первой Мировой и Великой Отечественной войны, председатель Финансово-хозяйственного управления Русской православной церкви[28][29][30][31];
- С 1972 года до кончины в 2003 году в храме служил митрополит Волоколамский и Юрьевский Питирим.
- протоиерей Сергий Вишневский (1926—2017, настоятель 1974—1979)[32][33];
- протоиерей Виктор Ипполитов (1924—2010, настоятель 1979—1981)[34];
- протоиерей Леонид Ролдугин (1937—2023, настоятель 1981—1982, служил в храме с 1965)[35][36];
- протоиерей Борис Цепенников (1928—2007, настоятель 1982—1996)[37];
- С 1984 по 2008 год почётным настоятелем храма был протопресвитер Виталий Боровой.
- протоиерей Владимир Романов (1947—2014, настоятель 1996—2012)[38].

### Современный клир
- Протоиерей Николай Балашов.
- Иерей Алексий Харламов.
- Иерей Антоний Борисов, доцент Московской духовной академии[39].
- Иерей Павел Карев.
- Иерей Никита Пахомов[40].
- Диакон Дмитрий Богута[41].
- Диакон Глеб Осипов[42].